# Giáo phận vương quyền Strasbourg
Giáo phận vương quyền Strasburg (tiếng Đức: Fürstbistum Straßburg; tiếng Alsace: Fìrschtbischofsìtz Strossburi) là một Thân vương quốc giáo hội của Đế quốc La Mã Thần thánh từ thế kỷ XIII cho đến năm 1803. Vào cuối thế kỷ XVII, hầu hết lãnh thổ của nó đã bị Pháp sáp nhập; lãnh thổ này bao gồm các khu vực ở tả ngạn sông Rhein, xung quanh các thị trấn Saverne, Molsheim, Benfeld, Dachstein, Dambach, Dossenheim-Kochersberg, Erstein, Kästenbolz, Rhinau và Mundat (bao gồm Rouffach, Soultz và Eguisheim) . Các cuộc sáp nhập đã được Đế chế La Mã Thần thánh công nhận trong Hòa ước Ryswick năm 1697. Chỉ còn lại phần lãnh thổ nằm ở phía Đông sông Rhein; nó bao gồm các khu vực xung quanh các thị trấn Oberkirch, Ettenheim và Oppenau. Lãnh thổ này được hòa giải Đức sáp nhập vào Bá quốc Baden vào năm 1803.